# قانون إدارة الفيضانات والمياه لعام 2010
قانون إدارة الفيضانات والمياه لعام 2010 (ج 29) هو قانون برلماني بريطاني يتعلق بإدارة المخاطر المتعلقة بالفيضانات وتآكل السواحل، يهدف القانون إلى الحد من مخاطر الفيضانات المرتبطة بالطقس القاسي، والتي يضاعفها تغير المناخ، وقد أنشئت دور الهيئة المحلية الرائدة في مجال الفيضانات، وهي السلطة الحكومية المحلية المسؤولة عن إدارة مخاطر الفيضانات في منطقة الحكومة المحلية، أعطى القانون صلاحيات جديدة للسلطات المحلية ووكالة البيئة ووزراء وشركات المياه الويلزية.
يتعلق القانون بشكل كامل تقريبًا بإنجلترا وويلز، باستثناء القسم 46 إلغاء لجنة مصايد الأسماك (اسكتلندا)، الذي يتعلق باسكتلندا، والقسمين 48 التشريع الثانوي و49 الحكم الفني المتعلق بإنجلترا وويلز واسكتلندا.
سُبق قانون إدارة المياه والفيضانات استعراض بيت"Pitt" لعام 2007، وكان تقرير بيت"Pitt" بقيادة السير مايكل بيت، بمثابة استعراض مستقل رفيع المستوى من الدروس المستفادة من فيضانات عام 2007، وقدم التقرير عددًا من التوصيات، بما في ذلك الحاجة إلى موجز أوسع لوكالة البيئة ومنح المجالس المحلية سلطات ومسؤوليات لحماية المجتمعات المحلية من خلال ضوابط صارمة للبناء والتخطيط، كان تنفيذ قانون إدارة الفيضانات والمياه أحد الإجراءات التي اتخذها البرلمان نتيجة مراجعة بيت "Pitt".

## الأدوار والمسؤوليات المبينة في القانون

### سلطات الفيضانات المحلية الرائدة
تعرف هيئة الفيضانات المحلية (LLFA) في إنجلترا بموجب القانون على أنها سلطة وحدوية، وإذا لم تكن هناك سلطة وحدوية، مجلس محافظة المنطقة، في ويلز، يتم تنفيذ الدور من قبل مجلس مقاطعة المحافظة، ويُسند القانون إلى قانون الأراضي LLFA مسؤوليات معينة، والمطلوب من قانون الإغراق بموجب المادتين 9 و10 من القانون، وضع إستراتيجية محلية لإدارة مخاطر الفيضانات والمحافظة عليها لتحديد أهداف لإدارة الفيضانات محلياً، وتحديد التدابير المقترحة لتحقيق الأهداف، وتحديد كيفية تنفيذ التدابير وموعد تنفيذها، وقائمة بتكاليف وفوائد التدابير وكيفية دفعهم، ويجب على الوكالة "LLFA" تطبيق إستراتيجية إدارة مخاطر الفيضانات المحلية ورصد فعاليتها وتقدمها، ويجب على الوكالة أن تنشئ وتحتفظ بسجل للأصول التي تنطوي على مخاطر الفيضانات، بما في ذلك المعلومات المتعلقة بملكيتها وحالة الإصلاح التي ينبغي إتاحتها للجمهور، في مارس 2019، قام 109 من أصل 152 من الشركات غير التابعة لجمهورية لبنان بتجميع سجلات أصول محدثة.
"LLFA" هو مستشار قانوني بشأن طلبات الحصول على إذن التخطيط في إنجلترا وويلز، وهذا يعني أنه يجب استشارة هؤلاء من قبل سلطة التخطيط المحلية وإتاحة الفرصة لهم للاعتراض على طلب التخطيط، أو التوصية بالرفض، أو التوصية بشرط إرفاقه بإذن التخطيط، إذا رأت LLFA أن مخاطر الفيضانات والصرف لم يتم تناولها بشكل مناسب في تطبيق التخطيط.

### هيئة البيئة
ويتعين على وكالة البيئة بموجب المادة 7 من القانون وضع استراتيجية وطنية لإدارة مخاطر الفيضانات والتآكل الساحلي (FCERM) لإنجلترا، وتصف الإستراتيجية أدوار جميع سلطات إدارة مخاطر الفيضانات، بما في ذلك المناطق ذات التكلفة المحدودة، والمجالس، ومجالس الصرف الصحي الداخلية، وسلطات الطرق السريعة وشركات المياه والصرف الصحي، التي يجب أن تمارس جميع مسؤولياتها بما يتفق مع الاستراتيجية، مطلوب من "EA" بموجب المادة 18 من القانون إصدار تقرير سنوي عن إدارة مخاطر الفيضانات والتآكل الساحلي، يصف التقرير كيف تدير سلطات إدارة مخاطر الفيضانات المخاطر الحالية للفيضانات وتآكل السواحل وكيف تخطط للمخاطر المستقبلية. ويوضح التقرير بالتفصيل كيف تقدمت LLFAs في استراتيجياتها المحلية وسجلات أصولها.
اعتبارًا من عام 2020، تم تعديل إستراتيجية FCERM لتكون لها ثلاثة طموحات طويلة المدى:
1. أماكن مقاومة المناخ.
2. نمو اليوم والبنية التحتية مرنة في مناخ الغد.
3. أمة مستعدة للاستجابة والتكيف مع الفيضانات والتغيرات الساحلية.

يقوم وزراء ويلز بدور مماثل لوكالة البيئة في ويلز.

### شركات المياه
نصت المادتان 35 و36 من القانون على إدخال تعديلات على قانون صناعة المياه لعام 1991، وسمحت التعديلات لشركة المياه بفرض حظر مؤقت على استخدام مياه الشرب لعدد من الاستخدامات بما في ذلك استخدام أنابيب المياه لسقي الحدائق وتنظيف الأماكن الخارجية.

### الصرف المستدام
وقد أدخل القانون استخدام شبكات الصرف المستدامة إليه من خلال مطالبة السلطات المحلية بالموافقة على نظام الصرف قبل البناء.